# This Morn' Omina
I This Morn' Omina sono un gruppo musicale sperimentale proveniente da Roeselare, in Belgio. Il suo fondatore Mika Goedrijk, partecipò attivamente anche in altri progetti come i Pow[d]er Pussy, Nebula-H, Andraculoid and Project Arctic.
Il loro sound è stato definito come "ritual trance", "tribal industrial" o power noise.

## Storia dei This Morn' Omina
Il gruppo fu fondato nel 1996 da Mika Goedrijk, nella piccola cittadina belga di Roeselare
Tra il 1996 auto-produsse su marchio Afterfurcht tre nastri intitolati The Future Has Taken Root In The Present (Afterfurcht, 1996), Terra Tramuit et Quievit (Afterfurcht, 1997), Decline and Fall of Empires (Afterfurcht, 1997), prima di arrivare al primo album pubblicato dalla italiana Old Europa Cafe dal titolo Nezeru Enti Sebauem Neterxertet (Hegira Trilogy part 1).

## Discografia

### Nastri
- 1996 - The Future Has Taken Root In The Present (Afterfurcht)
- 1997 - Terra Tramuit et Quievit (Afterfurcht)
- 1997 - Decline and Fall of Empires (Afterfurcht)

### CD
- 1997 - Nezeru Enti Sebauem Neterxertet (Hegira Trilogy part 1) (Old Europa Cafe)
- 1998 - Em Sauf Haa Heru (Hegira Trilogy part 2) (HORUS CyclicDaemon)
- 2000 - Taiu (Hegira Trilogy part 3) (HORUS CyclicDaemon)
- 2002 - 7 Years Of Famine (Live Bait Recording Foundation; re-released on Ant-Zen)
- 2002 - The Future Has Taken Root In The Present (Tantric Harmonies)
- 2003 - Le Serpent Blanc / Le Serpent Rouge (Nyan Trilogy part 1) (Ant-Zen)
- 2004 - The Drake Equation (Ant-Zen)
- 2006 - Les Passages Jumeaux (Nyan Trilogy part 2) (Ant-Zen)
- 2008 - Inferno (Spectre)
- 2011 - L'Unification Des Forces Opposantes (Nyan Trilogy part 3)
- 2017 - Kundalini Rising
- 2021 - The Roots Of Saraswati

### Vinile
Tutti i loro vinile furono pubblicati in edizione limitata a 399 copie.
- 2002 - Cyclops I (Spectre)
- 2003 - Cyclops II (Spectre)
- 2004 - Cyclops III (Spectre)